# Haaken C. Mathiesen

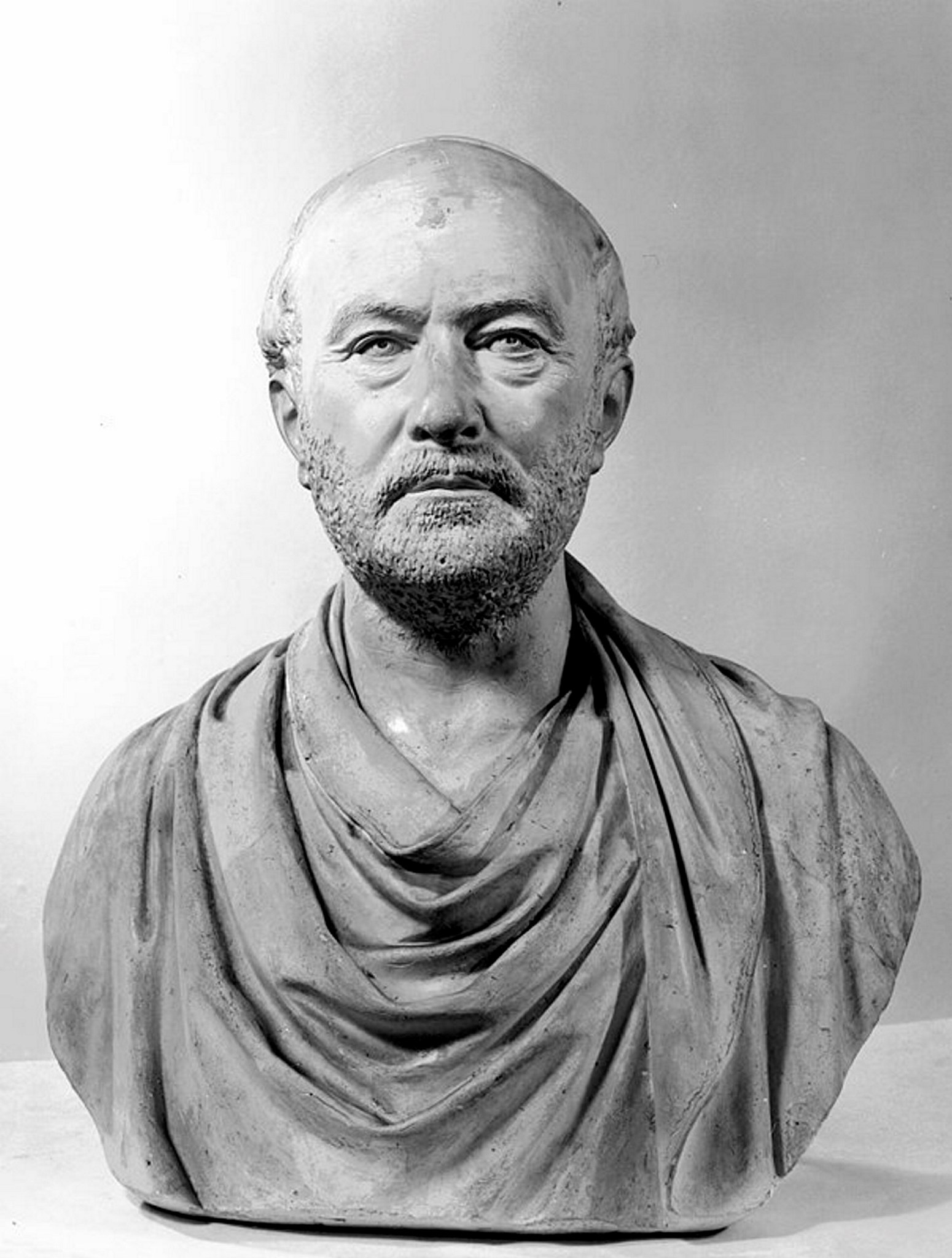
Haaken C. Mathiesen.

Haaken Christian Mathiesen, född den 24 februari 1827, död den 10 september 1913, var en norsk affärsman. Han var sonson till Haagen Mathiesen och far till Christian Pierre Mathiesen.
Mathiesen var ägare av Linderud. Han drev en av Norges största trävaruaffärer 1842-92 under firmanamnet Tostrup & Mathiesen i Fredrikstad, sedan till 1895 under eget namn. År 1893 inköpte han därjämte för 600 000 kronor Eidsvolls järnbruk med Mago träsliperi.